# Pierre-Michel Rouelle
Pour les articles homonymes, voir Rouelle.
Pierre Michel Rouelle, né le 21 juin 1770 au Havre (Seine-Maritime), mort le 13 février 1833 au Havre (Seine-Maritime), est un général français de la Révolution et de l’Empire.

## États de service
Il entre en service le 6 septembre 1792, dans le 9e bataillon de volontaires de la Seine-Inférieure, et il est élu capitaine le 26 septembre suivant. Il fait les campagnes de 1792 à 1795, avec l’armée du Nord, et il se trouve au combat en avant de Berg-op-Zoom, à l’affaire d’Odemborn, à la prise de Bréda le 24 février 1793, à la prise de Furnes le 31 mai 1793, à la bataille de Hondschoote le 8 septembre 1793, et à la reprise de Menin le 31 mai 1794.
Le 15 mai 1796, il est incorporé avec son unité dans la 14e demi-brigade d’infanterie de ligne, et il est envoyé à l’armée d’Italie. Il se trouve à l'affaire de San-Juliano le 16 mai 1799, et à la bataille de Novi le 15 août 1799. Sa conduite remarquée lors de cette affaire, fait qu’il est promu le 16 août, chef de bataillon sur le champ de bataille par le général Moreau. Le 1er octobre 1799, il est affecté à l’armée de l’Ouest, détaché à Vannes. En 1800, il est employé à la 2e armée de réserve commandée par le général Brune, et il fait les campagnes de 1800 et 1801 dans l’ armée des Grisons, sous les ordres du général Macdonald. Il se trouve au passage du col du Splügen le 4 décembre 1800, et à la prise de Trente le 6 janvier 1801.
De 1803 à 1805, il sert au camp de Boulogne, et il est fait chevalier de la Légion d’honneur le 14 juin 1804. En 1805, il fait la campagne d’Autriche au sein de la Grande Armée, et il participe au combat de Memmingen le 14 octobre 1805, et à la bataille d’Austerlitz le 2 décembre 1805, où il est blessé. Le 19 avril 1806, il passe major au 40e régiment d’infanterie de ligne, puis major commandant le 10 novembre 1807, au 5e régiment provisoire d’infanterie.
De 1808 à 1812, il est muté à l’armée d’Espagne, il se trouve à Madrid le 2 mai 1808, lors du soulèvement de la population, et le 18 juillet, il reçoit l’ordre de rejoindre le corps d’armée du général Dupont. Mais apprenant en chemin la capitulation du général Dupont à Bailén, il revient à marches forcées, ramenant à Madrid un bataillon dont le colonel a été tué par les insurgés à Madridejos, et 150 malades qu'il réussit à tirer de cette ville, où ils se trouvaient cernés par des paysans armés. Il est nommé colonel le 28 octobre 1808, au 116e régiment d’infanterie de ligne, et le 23 novembre, il se trouve à la bataille de Tudela, où il culbute le centre de l’armée espagnole. Le 20 décembre 1808, il participe au siège de Saragosse, et il est blessé le 12 février 1809, mais il continue à servir jusqu’à la reddition de la place le 20 février 1809.
Le 21 mars 1809, il est détaché à Astorga, afin d’établir la communication avec le corps du maréchal Ney, qui se trouve à La Corogne, et la reconnaissance des avant-postes se fait à Lugo le 4 mai 1809. Les 15 et 17 juin 1809, il prend part aux combats de Maria et de Belchitte, et le 10 mars 1810, il part pour le siège de Lérida, où il commande l'avant-garde des troupes d'élite qui montent à l'assaut de la place, le 13 mai 1810. Il est fait chevalier de la couronne de Fer le 14 août 1810, et officier de la Légion d’honneur le 28 août 1810. Le 16 décembre 1810, il est employé au siège de Tortose, où il fait échouer deux sorties entreprises par les assiégés les 24 et 28 décembre 1810. Il est créé baron de l’Empire le 19 janvier 1811, et au mois de mai, il est au siège de Tarragone, où il est grièvement blessé au bras gauche. Le 20 juillet 1812, il se trouve au combat d'Ibi,  puis à celui d'Yecla, où il a un cheval tué sous lui le 11 avril 1813, et à la bataille de Castalla le 13 avril suivant. Il est promu général de brigade le 28 janvier 1813, et le 13 avril il rejoint l’armée d’Aragon. Le 2 juillet 1813, il est nommé gouverneur du fort de Sagonte et de la ville de Murviedro, où il soutient 11 mois de siège par l'armée anglaise.
De retour en France le 8 juin 1814, lors de la Première Restauration, il est fait chevalier de Saint-Louis le 27 juin 1814, et il est élevé au grade de commandeur de la Légion d’honneur le 24 octobre 1814. Pendant les Cent-Jours, il commande le département de Saône-et-Loire le 5 août 1814, et il est mis en non activité le 3 novembre 1815. Après la Seconde Restauration, il est classé parmi les généraux de brigade disponibles le 30 décembre 1818, et il est admis à la retraite le 1er décembre 1824, pour compter du 1er janvier 1825. Replacé dans le cadre de réserve le 22 mars 1831, il est réadmis à la retraite le 25 juin 1832.
Il meurt le 13 février 1833 au Havre.

## Dotation
- le 7 août 1810 et le 6 août 1811, donataire d’une rente de 5 000 francs sur Rome et sur le Rhin.

## Armoiries
| Figure | Nom du baron et blasonnement |
| ------ | --- |
|        | Armes du baron Pierre Michel Rouelle et de l'Empire, décret du 15 août 1810, lettres patentes du 19 janvier 1811, commandeur de la Légion d'honneur Écartelé au premier d'argent à la grenade en abîme de sable, allumée de gueules ; au deuxième des barons tirés de l'armée ; au troisième d'azur au dextrochère mouvant du flanc sénestre d'argent tenant une épée du même en barre ; au quatrième de gueules à la tour crénelée d'argent, ouverte d'une brèche, ajourée maçonnée de sable, soutenue d'argent - Livrées : les couleurs de l'écu. |